# Tyrn Gorthad
De Tyrn Gorthad (Nederlands: Grafheuvels, Engels: Barrow-downs) is een fictieve plek in Midden-aarde, uit de werken van J.R.R. Tolkien.
Het ligt ten oosten van het Oude Woud, het bos ten oosten van de Gouw waar Tom Bombadil woont. Oorspronkelijk was het de plek waar de grafheuvels stonden van de koningen van Cardolan, maar de Tovenaar-koning stuurde vanuit Angmar kwaadaardige geesten om de plek onveilig te maken. In In de Ban van de Ring laten deze geesten Frodo, Sam, Merijn en Pepijn in de heuvels verdwalen en nemen hen vervolgens gevangen. Frodo weet Tom Bombadil te roepen die de geesten vervolgens met zijn liederen wegjaagt.
Zie ook: Lijst van koningen van Arnor · Lijst van koningen van Arthedain · Lijst van hoofden van de Dúnedain